# Institut de Recherche et Coordination Acoustique/Musique
El Institut de Recherche et Coordination Acoustique/Musique (IRCAM) es un instituto de investigación sobre acústica y música francés fundado en 1970 por Pierre Boulez.

## Historia
En 1970 el presidente Georges Pompidou le pidió a Pierre Boulez que fundara una institución para la investigación de la música. El centro fue abierto en 1977. Desde el principio, Boulez estuvo a cargo del centro, pero el éxito inicial del IRCAM dependió también de un grupo diverso e innovador. Los administradores iniciales incluyeron a Luciano Berio, Vinko Globokar, Jean-Claude Risset y a Max Matthews. En 1992, Boulez, que entonces se convirtió en director honorario, fue sucedido por Laurent Bayle. En 2002 el filósofo Bernard Stiegler se convirtió en la nueva cabeza del instituto. El 1 de enero de 2006, Stiegler se convirtió en director del desarrollo cultural en el centro Pompidou y fue substituido por Frank Madlener.
La creación del IRCAM coincidió con el apogeo de la música posmoderna. Debido a las asociaciones del IRCAM con la música moderna, y las maneras que ponen en práctica los ideales teóricos del modernismo musical, tales como la defensa de estilos musicales influidos por la serialización total, educación de audiencias, o financiación de las artes por parte del Estado, el instituto ha sido duramente criticado por muchos artistas contrarios a este vanguardismo.

## Compositores
Algunos compositores que han realizado obras en el IRCAM son
- George Benjamin
- Luciano Berio
- Harrison Birtwistle
- Pierre Boulez
- John Cage
- Edison Denisov
- Pascal Dusapin
- Brian Ferneyhough
- Lorenzo Ferrero
- Steffano Gervasoni
- Gérard Grisey
- Magnus Lindberg
- Philippe Manoury
- Tristan Murail
- Emmanuel Nunes
- Luis de Pablo
- Henri Pousseur
- Terry Riley
- Manuel Rocha Iturbide
- Frederic Rzewski
- Kaija Saariaho
- Karlheinz Stockhausen
- Alejandro Viñao
- Iannis Xenakis
- Mesías Maiguashca